# Фердинанд Йохан Бенямин (Липе)
Фердинанд Йохан Бенямин фон Липе-Бистерфелд (на немски: Ferdinand Johann Benjamin zur Lippe-Biesterfeld) от линията Липе-Бистерфелд на фамилията Липе е граф на Липе-Бистерфелд.

## Биография
Роден е на 16 юни 1744 година в Бистерфелд. Той е най-малкият син на граф Фридрих Карл Август фон Липе-Бистерфелд (1706 – 1781) и съпругата му графиня Барбара Елеонора фон Золмс-Барут (1707 – 1744), дъщеря на граф Йохан Кристиан I фон Золмс-Барут в Кличдорф (1670 – 1726) и графиня Хелена Констанция Хенкел фон Донерсмарк (1677 – 1763).
По-големият му брат Карл Ернст Казимир (1735 – 1810) е граф и господар на Липе-Бистерфелд, полковник на Вюртемберг.
Фердинанд Йохан Бенямин фон Липе-Бистерфелд живее с фамилията си в дворец Бюкебург в Долна Саксония и умира там на 23 април 1772 година на 27-годишна възраст.

## Фамилия
Фердинанд Йохан Бенямин фон Липе-Бистерфелд се жени на 31 януари 1769 г. в дворец Волкенбург за графиня Вилхелмина фон Шьонбург-Лихтенщайн (* 16 юли 1746, дворец Лихтенщайн, Саксония; † 12 юли 1819, Манхайм), дъщеря на граф Вилхелм Хайнрих фон Шьонбург-Лихтенщайн (1714 – 1750) и графиня Вилхелмина фон Золмс-Лаубах-Утфе (1723 – 1773). Те имат три деца:
- Фридерика Вилхелмина Елеонора Каролина (* 9 декември 1769, Бюкебург; † 25 ноември 1789, Франкфурт)
- Августа Сидония Елеонора (* 12 февруари 1771, Бюкебург; † 17 януари 1803, Франкфурт)
- Вилхелм Карл Фердинанд (* 13 декември 1772, Бюкебург; † 21 май 1809, убит в битка в Ашперн)